# Pelagonemertes
Pelagonemertes is een geslacht van snoerwormen uit de familie van de Pelagonemertidae.

## Soorten
- Pelagonemertes brinkmanni Coe, 1926
- Pelagonemertes excisa Korotkevich, 1955
- Pelagonemertes joubini Coe, 1926
- Pelagonemertes korotkevitschae Friedrich, 1969
- Pelagonemertes laticauda Korotkevich, 1955
- Pelagonemertes moseleyi Bürger, 1895
- Pelagonemertes oviporus Korotkevich, 1955
- Pelagonemertes robusta Korotkevich, 1955
- Pelagonemertes rollestoni Moseley, 1875